# Canal de Alfonso XIII
Canal de Alfonso XIII är en kanal i Spanien.   Den ligger i provinsen Provincia de Sevilla och regionen Andalusien, i den sydvästra delen av landet, 400 km sydväst om huvudstaden Madrid.